# Rony Lopes
Marcos Paulo „Rony“ Mesquita Lopes (* 28. Dezember 1995 in Belém, Brasilien) ist ein portugiesisch-brasilianischer Fußballspieler. Der zweimalige portugiesische A-Nationalspieler kann als offensiver Mittelfeldspieler oder Rechtsaußen eingesetzt werden und steht bei Alanyaspor unter Vertrag.

## Karriere

### Vereine
Lopes wurde im brasilianischen Belém geboren und kam im Alter von vier Jahren nach Portugal. Im Jahr 2003 begann er bei AD Poiares mit dem Fußballspielen. 2006 wechselte er zu Benfica Lissabon, von wo aus er im Januar 2012 zu Manchester City ging. Für dessen erste Mannschaft kam er am 5. Januar 2013 im Heimspiel gegen den FC Watford im FA Cup zu seinem ersten Pflichtspieleinsatz und erzielte in der 90. Minute das Tor zum 3:0-Endstand. Die Saison 2014/15 spielte Lopes auf Leihbasis beim französischen Erstligisten OSC Lille. Mit der Mannschaft scheiterte er im August 2014 in den Play-offs zur Champions League am FC Porto und nahm somit mit ihr an der Europa League teil. Dort debütierte er am 18. September 2014 beim 1:1 im Heimspiel gegen den FK Krasnodar.
Im Sommer 2015 kehrte Lopes zunächst zu Manchester City zurück. Am 28. August 2015 wechselte er in die Ligue 1 zur AS Monaco. Nachdem er nur zu zwei Ligaeinsätzen gekommen war, kehrte er am 7. Januar 2016 für eineinhalb Jahre auf Leihbasis zum OSC Lille zurück. Bis zum Saisonende kam er zwölf Mal zum Einsatz und erzielte zwei Tore. In der Saison 2016/17 erzielte Lopes in 25 Einsätzen 4 Tore.
Zur Saison 2017/18 kehrte Lopes nach Monaco zurück. Dort kam er in allen 38 Ligaspielen zum Einsatz und erzielte 15 Treffer. In der darauffolgenden Saison standen für ihn 2 Tore in 24 Ligaspielen zu Buche.
Vor Beginn der Saison 2019/20 wechselte er zum FC Sevilla. Mit dem Verein gewann er in der Spielzeit die UEFA Europa League, in der er in allen Gruppenspielen sowie in einem Spiel des Sechzehntelfinals eingesetzt wurde. Zur Saison 2020/21 wurde Lopes für ein Jahr mit anschließender Kaufoption an den OGC Nizza verliehen. Der Leihe folgte in der Saison 2021/22 direkt eine weitere einjährige Leihe zu Olympiakos Piräus nach Griechenland. Auch im Sommer 2022 schloss sich eine erneute Leihe an, der französische Erstligist ES Troyes AC sicherte sich die Dienste des Portugiesen für ein Jahr. Zur Saison 2023/24 kehrte er nach Portugal zurück und wechselte zu Sporting Braga. Im August 2024 gab Alanyaspor bekannt, den 28-jährigen portugiesischen Flügelspieler für zwei Jahre verpflichtet zu haben, nachdem er sich von Braga getrennt hatte.

### Nationalmannschaft
Lopes durchlief von der U16-Auswahl an alle Auswahlmannschaften des portugiesischen Fußballverbandes. Mit der U19-Nationalmannschaft nahm er zweimal an der U19-Europameisterschaft teil. 2013 in Litauen erreichte er mit dem Team das Halbfinale und 2014 in Ungarn das Finale, das gegen Deutschland verloren wurde. Im Juni 2015 spielte er mit der U20-Auswahl bei der U20-Weltmeisterschaft in Neuseeland und erreichte mit der Mannschaft das Viertelfinale. Am 5. März 2014 kam er beim 2:0-Sieg gegen Mazedonien erstmals für die U21-Nationalmannschaft zum Einsatz.
Am 14. November 2017 debütierte Lopes beim 1:1 im Rahmen eines Freundschaftsspiels gegen die USA in der A-Nationalmannschaft. Nach einem weiteren Einsatz im September 2018 gegen Kroatien wurde er nicht mehr berücksichtigt.

## Erfolge
Manchester City
- Englischer Ligapokalsieger: 2014

FC Sevilla
- Europa-League-Sieger: 2020

Olympiakos Piräus
- Griechischer Meister: 2022

Nationalmannschaft
- U19-Vize-Europameister: 2014